# Krzywizna czasoprzestrzeni
Krzywizna czasoprzestrzeni − w ogólnej teorii względności własność czasoprzestrzeni wyrażona w równaniu pola za pomocą tensora Einsteina.